# Francine Weisweiller
Pour les articles homonymes, voir Weisweiller.
Francine Weisweiller, née Francine Worms, née le 9 janvier 1916 à São Paulo et morte le 8 décembre 2003 à Saint-Jean-Cap-Ferrat, est une mécène française, amie de Cocteau, qui a tenu un salon littéraire et mondain à Paris comme dans sa villa de Saint-Jean-Cap-Ferrat.
Cocteau a consacré un film à cette villa, qu'il a ornée de fresques. Francine Weisweiller fut sa commanditaire, comme elle le fut aussi d'autres créateurs, tel Yves Saint Laurent.

## Biographie
Elle naquit à Sao Paulo d'Armand Worms, Lorrain issu d'une famille de bijoutiers juifs originaires d'Alsace, qui avait créé la joaillerie la plus réputée de la ville. Mariée à 17 ans et divorcée au bout de quelques mois, elle rencontra au début de la Seconde Guerre mondiale le banquier américain, et héritier de la société Shell, Alexandre Weisweiller, dit « Alec », qui fut un collectionneur de tableaux et un propriétaire de chevaux de courses. Elle l'épousa à Cannes en 1941 et en eut en 1942 une fille, Carole. Fils d'Arthur Weisweiller, son second époux était le petit-fils d'Henry Deutsch de la Meurthe, issu de la famille Deutsch de la Meurthe ainsi que de la famille Fould.
En 1939 Francine n'avait pas voulu suivre ses parents, qui, prévoyant la tragédie de la guerre, avaient préféré regagner le Brésil. Sa belle-mère, qui avait refusé d'assister à son mariage, fut arrêtée dans sa villa d'Antibes puis déportée à Auschwitz. Le souvenir de son sort lui fit ensuite refuser son hospitalité à tous ceux - qui à ses yeux - avaient ne fût-ce que côtoyé les nazis, oukase qui concerna, entre autres personnalités, Maurice Chevalier et Charles Trenet.
Informés en août 1943 par un consul italien de la prochaine arrivée des Allemands, les Weisweiller, devenus Lelestrier, voulurent fuir vers l'Espagne mais durent rester à Pau, où ils purent se cacher. Le frère cadet de Francine, incorporé dans l'armée du général de Lattre, fut tué au volant de sa Jeep.
L'hôtel particulier des Weisweiller, au 4, place des États-Unis à Paris, était voisin de celui de Marie-Laure de Noailles.
Francine Weisweiller avait fait la connaissance de Cocteau en 1949 par l'intermédiaire de l'une de ses cousines Rothschild, connue au cinéma sous le nom de Nicole Stephane, l'actrice principale du film Les Enfants terribles, produit par Francine Weisweiller,. De cette rencontre naquit une amitié où Francine Weisweiller joua le rôle d'inspiratrice pour Cocteau, dont elle favorisa l'élection à l'Académie française. Associée à son frère, Gérard Worms, dans la direction des Éditions du Rocher à Monaco, qui y avaient été fondées le 1er novembre 1943 avec l'aide de Jean Mistler, elle y publia des textes d'auteurs résistants.
Elle y édita également dans les années 1950 une grande partie des livres de Cocteau, qui séjourna souvent dans la propriété des Weisweiller à Saint-Jean-Cap-Ferrat, la villa Santo-Sospir, allusion au soulagement des marins qui avaient dépassé ce cap dangereux). Cette propriété avait été acquise en 1947 à la suite d'une promesse d'Alexandre Weisweiller lors de leur fuite en 1943-1944 ; il y fit creuser dans le rocher tombant à pic dans les flots une plage accessible depuis la terrasse de la villa par un escalier de 150 marches. La maison fut ornée d’œuvres acquises ou offertes de Kisling, Soutine (protégé du couple Castaing), Picasso, Matisse, Braque, et Cocteau en couvrit les murs de fresques tandis que Madeleine Castaing assurait une partie de la décoration. La villa est aujourd'hui inscrite au titre des Monuments historiques français.
En l'honneur de Cocteau, Francine Weisweiller baptisa son yacht Orphée II et produisit le film Le Testament d'Orphée, dont certaines scènes furent tournées à la « villa Santo-Sospir ». Elle y fit une apparition dans le rôle  de « la Dame qui s'est trompée d'époque », vêtue d'une robe de Balenciaga.
En décembre 2003, elle y termina son existence dans la solitude, ruinée, séparée de son mari et quarante ans après s'être brouillée avec son ami Cocteau quelque temps avant la mort de celui-ci en octobre 1963.

## Filmographie
- La Villa Santo Sospir (1952), film réalisé par Jean Cocteau, dans lequel Francine Weisweiller interprète son propre rôle.
- Le Testament d'Orphée (1960), film réalisé par Jean Cocteau, dans lequel Francine Weisweiller joue le rôle de la dame qui s'est trompée d'époque. Elle porte une robe dessinée par Balanciage.
- « Francine Weisweiller », film de la série documentaire Le Bal du siècle produit par Jean-Louis Remilleux, France 5, 2006